# Olympit
Olympit ist ein sehr selten vorkommendes Mineral aus der Mineralklasse der „Phosphate, Arsenate und Vanadate“. Es kristallisiert im orthorhombischen Kristallsystem mit der Zusammensetzung Na5Li[4][PO4]2, ist also chemisch gesehen ein Natrium-Lithium-Phosphat.
Olympit konnte bisher nur in Form kleiner, ovaler Kristallkörner von etwa fünf Millimetern Größe gefunden werden. Die Oberflächen der farblosen und durchscheinenden Kristalle weisen einen glasähnlichen Glanz auf.

## Besondere Eigenschaften
Olympit löst sich leicht schon in kaltem Wasser, wobei eine stark alkalische Lösung entsteht. Auch bei Luftkontakt zersetzt er sich rasch in Natriumcarbonat und wasserhaltiges Natriumphosphat.

## Etymologie und Geschichte
Entdeckt wurde Olympit 1979 am Berg Raswumtschorr (rus. Расвумчорр), der zum Gebirgszug der Chibinen auf der russischen Halbinsel Kola gehört. Erstmals beschrieben wurde er 1980 durch Aleksandr Petrovich Khomyakov, A. V. Bykova und Yu. A. Malinovskii, die das Mineral nach den Olympischen Spielen benannten, die in diesem Jahr in Moskau stattfanden.
Typmaterial des Minerals wurde im Geologiemuseum (Zweigstelle Kola) der Akademie der Wissenschaften (Register-Nr. 5533), im Bergbau-Institut St. Petersburg (Register-Nr. 1208/1), im Museum des Instituts für Mineralogie und Geochemie der Seltenen Elemente (IMGRE) sowie im A. E. Fersman Mineralogischen Museum der Akademie der Wissenschaften (Register-Nr. 80180) hinterlegt.

## Klassifikation
In der mittlerweile veralteten, aber noch gebräuchlichen 8. Auflage der Mineralsystematik nach Strunz gehörte der Olympit zur Mineralklasse der „Phosphate, Arsenate und Vanadate“ und dort zur Abteilung der „Wasserfreien Phosphate ohne fremde Anionen“, wo er zusammen mit Alarsit, Berlinit, Beryllonit, Hurlbutit, Lithiophosphat, Nalipoit und Rodolicoit die unbenannte Gruppe VII/A.01 bildete.
Die seit 2001 gültige und von der International Mineralogical Association (IMA) verwendete 9. Auflage der Strunzschen Mineralsystematik ordnet den Olympit ebenfalls in die Klasse der „Phosphate, Arsenate und Vanadate“ und dort in die Abteilung der „Phosphate usw. ohne zusätzliche Anionen; ohne H2O“ ein. Diese Abteilung ist allerdings weiter unterteilt nach der relativen Größe der beteiligten Kationen, so dass das Mineral entsprechend seiner Zusammensetzung in der Unterabteilung „Mit kleinen Kationen (einige zusätzlich mit größeren Kationen)“ zu finden ist, wo es als einziges Mitglied die unbenannte Gruppe 8.AA.30 bildet.
Auch die vorwiegend im englischen Sprachraum gebräuchliche Systematik der Minerale nach Dana ordnet den Olympit in die Klasse der „Phosphate, Arsenate und Vanadate“ und dort in die Abteilung der „Wasserfreien Phosphate etc.“ ein. Hier ist er zusammen mit Lithiophosphat und Nalipoit in der „Lithiophosphatgruppe“ mit der System-Nr. 38.04.10 innerhalb der Unterabteilung „Wasserfreie Phosphate etc., A+XO4“ zu finden.

## Bildung und Fundorte
Olympit bildet sich als ultra-alkalische Phase in Nephelin-Syenit-Pegmatiten.
Bisher (Stand: 2012) konnte Olympit nur an zwei Fundorten in Russland nachgewiesen werden: An seiner Typlokalität Raswumtschorr in den Chibinen trat das Mineral in Paragenese mit Sidorenkit, Dorfmanit, Nahpoit, Villiaumit, Shafranovskit und Aegirin auf. Im ebenfalls auf der Halbinsel gelegenen Gebirgsmassiv Lowosero-Tundra trat Olympit zusammen mit Natrit und Natrosilit auf.

## Kristallstruktur
Olympit kristallisiert orthorhombisch in der Raumgruppe P212121 (Raumgruppen-Nr. 19) mit den Gitterparametern a = 10,12 Å; b = 14,79 Å und c = 10,13 Å sowie 8 Formeleinheiten pro Elementarzelle.